# Campidoglio (Juneau)
Il Campidoglio di Juneau (in inglese Alaska State Capitol) è la sede governativa dello Stato dell'Alaska, negli Stati Uniti d'America.
Fu costruito tra 1929 e 1931 in stile Art déco.